# Destacamento
No meio militar, o termo destacamento é usado para designar uma parte de uma determinada força separada de sua organização principal para cumprir uma missão em outra área, com efetivo, normalmente, reduzido e com organização variável, conforme a exigência da situação.
Nas Forças Armadas, em particular no Exército, as frações de operações especiais como as de comandos e de forças especiais são organizadas em destacamentos.

## Forças policiais
É a subunidade policial militar que pode cobrir uma ou mais cidades de pequena população. Tem-se o batalhão como a sede, geralmente numa cidade ou bairro principal, companhias nas cidades ou bairros de médio porte populacional e econômico, e os destacamentos como frações de tropa ligados àquelas, dando suporte nas cidades circunvizinhas.
Nos batalhões situados nas grandes cidades, essas companhias são responsáveis por aglomerações de bairros e em determinadas localidades com maior número de ocorrências, ficam estabelecidos postos de policiamento ou bases comunitárias.

## Outros significados
Processo de assentamento de cerâmica de revestimento, o destacamento é problema que ocorre devido à dilatação ou retração do contrapiso e pela falta de junta ou outros fatores distintos. Dá-se pelo descolamento da peça cerâmica da superfície base, em conseqüência das pressões, ou trações, geradas pela expansão, ou retração, das peças cerâmicas adjacentes, normalmente por variação térmica.

## Ligações Externas
- Tropas de elite
- Militarypower
- Brigada de Operações Especiais
- Centro de Instrução de Operações Especiais